# 索尔泽
索尔泽（法語：Saulzet，法語發音：[solzɛ]）是法国阿列省的一个市镇，位于该省南部，属于维希区。

## 地理
索尔泽（46°8'6"N, 3°13'9"E）面积9.21 平方千米，位于法国奥弗涅-罗讷-阿尔卑斯大区阿列省，该省份为法国中部省份，北起涅夫勒省、西北接谢尔省，西南至克勒兹省，南至多姆山省，东南临卢瓦尔省，东临索恩-卢瓦尔省。
与索尔泽接壤的市镇（或旧市镇、城区）包括：埃斯屈罗勒、加纳、让扎、勒马耶代科勒、马兹里耶、昂德洛河畔蒙泰涅。

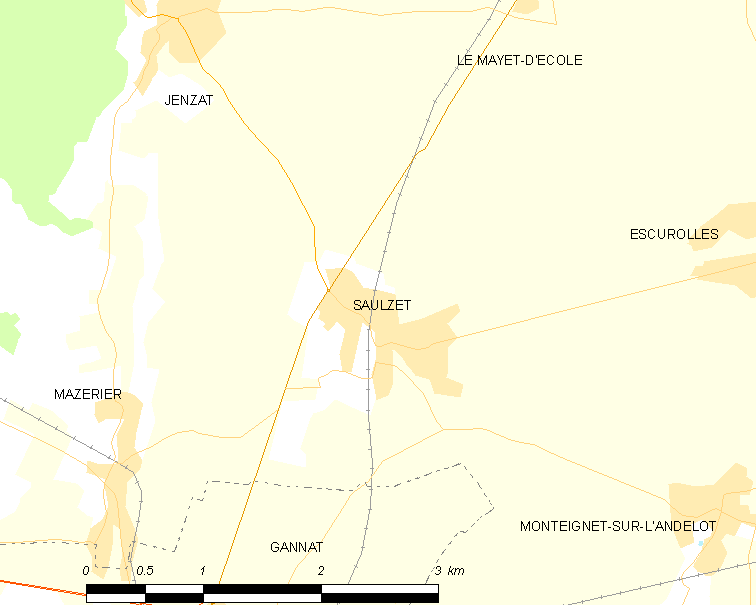
索尔泽的OSM定位图

索尔泽的时区为UTC+01:00、UTC+02:00（夏令时）。

## 行政
索尔泽的邮政编码为03800，INSEE市镇编码为03268。

## 政治
索尔泽所属的省级选区为加纳县。

## 人口

1962-2008年间索尔泽人口变化图示

索尔泽于2022年1月1日时的人口数量为392人。